# Chiesa dell'Immacolata Concezione (San Vito Chietino)
La chiesa dell'Immacolata Concezione è la parrocchiale di San Vito Chietino, in provincia di Chieti e arcidiocesi di Chieti-Vasto; fa parte della zona pastorale di Fossacesia-Casalbordino.

## Storia
Nel luogo dove nell'Ottocento sarebbe sorta la chiesa neoclassica, precedentemente esisteva una chiesetta dedicata a san Vito.
La prima pietra del nuovo luogo di culto venne posta nel 1801; la chiesa, costruita anche grazie all'aiuto dei fedeli, fu portata a termine nel 1849 e consacrata nel medesimo anno dall'arcivescovo di Chieti Giosuè Maria Saggese.
La chiesa venne elevata al rango di parrocchiale nel 1870; la facciata, in stile tardo-cinquecentesco, fu aggiunta nel Novecento.
Negli anni settanta si procedette all'esecuzione dell'adeguamento liturgico secondo le usanze postconciliari mediante l'aggiunta dell'ambone e dell'altare rivolto verso l'assemblea.
Nel 2015 sia la parrocchiale che il campanile vennero interessati da un importante intervento di restauro, di risanamento e di consolidamento.

## Descrizione

### Esterno
La facciata a salienti della chiesa, rivolta a occidente, è suddivisa da una cornice marcapiano in due registri, entrambi scanditi da lesene; quello inferiore, più largo, presenta al centro il portale maggiore, sormontato dal frontoncino curvilineo, e ai lati i due ingressi secondari e altrettante nicchie con statue, mentre quello superiore, affiancato da volute, è caratterizzato da una finestra e coronato dal timpano di forma triangolare.
Sul retro della parrocchiale è il campanile a base quadrata, la cui cella presenta su ogni lato una monofora ed è coronata da un ulteriore registro con una seconda cella di dimensioni inferiori.

### Interno
L'interno dell'edificio, la cui pianta è a croce latina con transetto, si compone di tre navate, suddivise da porzioni in muratura intonacata abbellite lesene e colonne sorreggenti degli archi a tutto sesto e la trabeazione aggettante e modanata sopra la quale si impostano le volte e i pennacchi su cui si erge la cupola; al termine dell'aula si sviluppa il presbiterio, rialzato di quattro gradini, delimitato da balaustre e chiuso dall'aula di forma semicircolare.